# Intel Viiv
Viiv (стилизованный под V//V) (произносится как/ˈvaɪv/) был платформенной инициативой Intel, аналогичной Intel Centrino и vPro . Первоначально (до версии 1.7) это был набор компьютерных технологий с определенной комбинацией ингредиентов Intel для поддержки концепции «медиа-ПК». Intel также предоставила Media Server в качестве основного стека программного обеспечения на ПК для поддержки распространения «медиа» по дому.

## Маркетинг
До 2007 года Viiv был попыткой Intel стать центром электронных домашних развлечений. Intel повторила маркетинговую модель для очень успешной платформы Centrino, которая стала их первой платформой под собственным брендом. Бренд Intel Viiv был «преуменьшен» и идет после брендинга ЦП, аналогично бренду «Core 2 с Viiv внутри», уделяя больше внимания ЦП.
После 1.7.1 дополнительных выпусков продукта медиа сервера не будет.

### Критика
- Bit Tech: Почему стратегия DRM Intel ошибочна
- Inquirer: Intel Viiv глуп и сломан
- Inquirer: Intel Viiv вызывает смущение